# Villamayor de Campos
Villamayor de Campos és un municipi de la província de Zamora a la comunitat autònoma de Castella i Lleó.
La seva superfície és de 26,48 km² i té una població d'uns 383 habitants.
El municipi està situat al nord del riu Valderaduey i a quatre kilómetres de Villalpando.
Villamayor de Campos té l'encant del típic poble castellà de la regió de Tierra de Campos: amb les seves cases rústiques i la visó de les planícies formades pels camps de conreu.

## Demografia
| 1991 | 1996 | 2001 | 2004 |
| ---- | ---- | ---- | ---- |
| 668  | 574  | 518  | 492  |